# فلیپ تشاونر
فلیپ تشاونر (انگلیسی: Philipp Tschauner؛ زادهٔ ۳ نوامبر ۱۹۸۵) بازیکن فوتبال اهل آلمان است که به عنوان دروازه‌بان بازی می‌کند.
از باشگاه‌هایی که در آن بازی کرده‌است می‌توان به نورنبرگ، لایپزیگ، مونیخ ۱۸۶۰ و هانوفر اشاره کرد.
وی همچنین در تیم‌های ملی فوتبال جوانان آلمان و زیر ۲۱ سال آلمان بازی کرده‌است.